# 조지 메몰리
조지 메몰리(George Memmoli, 1938년 8월 3일 ~ 1985년 5월 20일)는 미국의 영화배우, 배우, 텔레비전 배우이다.
뉴욕에서 태어났으며 로스앤젤레스에서 사망하였다.

## 영화
- 사랑에 눈뜰 때 (1985년)
- 신나는 개구쟁이 (1978년)
- 아메리칸 보이 - 스티븐 프린스의 프로필 (1978년)
- 블루 칼라 (1978년)
- 월드 그레이티스트 러버 (1977년)
- 핫 투마로우 (1977년)
- 뉴욕 뉴욕 (1977년)
- 세인트 아이브스 (1976년)
- 황금의 삼각 지대 (1976년)
- 록키 (1976년) - 아이스 링크 안내원 역
- 허슬 (1975년)
- 천국의 유령 (1974년)
- 비열한 거리 (1973년)